# Julien Ruaud
Pas d'image ? Cliquez ici

a Compétitions nationales et continentales officielles uniquement.

b Matchs officiels uniquement.
Dernière mise à jour le 25 mars 2025.
Julien Ruaud, né le 7 décembre 1997 à Clermont-Ferrand, est un joueur français de rugby à XV évoluant au poste de deuxième ligne ou troisième ligne centre. Il joue au sein de l'effectif du FC Grenoble depuis 2020.

## Carrière
Julien Ruaud est issu du RC Clermont Cournon d'Auvergne avant de rentrer au centre de formation de l'ASM Clermont en 2007.
Il passé par les différentes équipes de France de jeunes.
Il peut aussi évoluer au poste de troisième ligne aile.
Il s'engage au FC Grenoble pour deux ans à partir de juillet 2020.
Il s’engage ensuite dans le club du Rouen Normandie Rugby en 2022.

## Palmarès

### En club
- Avec l'ASM Clermont
- Championnat de France de première division
  - Champion (1) : 2017
  - Finaliste (1) : 2019
- Championnat de France espoirs
  - Vainqueur (1) : 2018
- Challenge européen
  - Vainqueur (1) : 2019